# Josie Griffiths
Josie Griffiths (10 april 2000) is een Brits actrice. Ze is onder andere bekend van haar rol als Matilda Wormblood in Matilda the Musical.

## Biografie
Griffiths verwierf bekendheid door het spelen van de rol van Matilda Wormblood in Matilda the Musical. Deze rol deelde met Adrianna Bertola en Kerry Ingram. Door haar lengte maakte Griffiths niet de overstap naar West End. Daarnaast speelde ze Jemima Potts in Chitty Chitty Bang Bang en Martha von Trapp in The Sound of Music.  Griffiths is woonachtig in Dulwich en ging naar de Universiteit van Exeter.

## Filmografie

### Televisie
| Jaar | Titel              | Rol           |
| ---- | ------------------ | ------------- |
| 2010 | The Great Outsoors | Glampermeisje |

### Theater
| Jaar | Productie               | Rol              | Notitie                   | Extra                               |
| ---- | ----------------------- | ---------------- | ------------------------- | ----------------------------------- |
| 2006 | The Sound of Music      | Marta von Trapp  | London Palladium          | 3 november 2006 – 22 september 2007 |
| 2009 | Chitty Chitty Bang Bang | Jemima Potts     | Theatre Royal, Drury Lane | 18 augustus – 4 september 2010      |
| 2010 | Matilda the Musical     | Matilda Wormwood | Courtyard Theatre         | november 2010 – 30 januari 2011     |